# Alfred Goddard
Alfred (Arthur) John Goddard (ur. 31 marca 1884, zm. 25 sierpnia 1960) – brytyjski zapaśnik walczący w stylu wolnym. Olimpijczyk z Londynu 1908, gdzie zajął piąte miejsce w wadze piórkowej.

## Letnie Igrzyska Olimpijskie 1908
| Konkurencja        | Rundy eliminacyjne   | Rundy eliminacyjne   | Klas. końcowa |
| Konkurencja        | 1/8                  | 1/4                  | Miejsce       |
| ------------------ | -------------------- | -------------------- | ------------- |
| 60,3 kg styl wolny | Risdon Couch (GBR) Z | William Tagg (GBR) P | 5.            |